# Dascyllus auripinnis

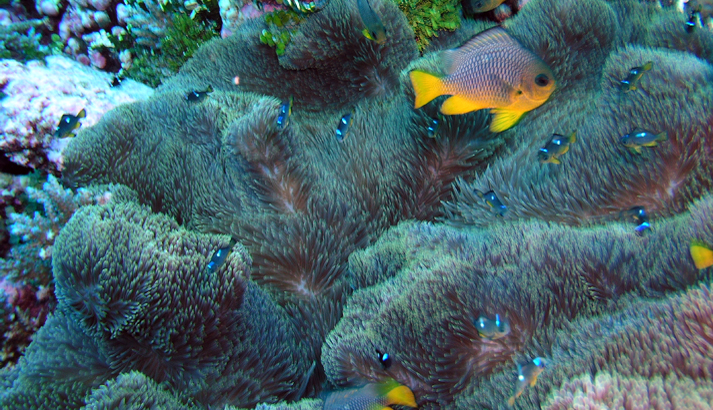
D. auripinnis y sus alevines en una anémona Stichodactyla mertensii, en Kingman Reef, islas de la Línea

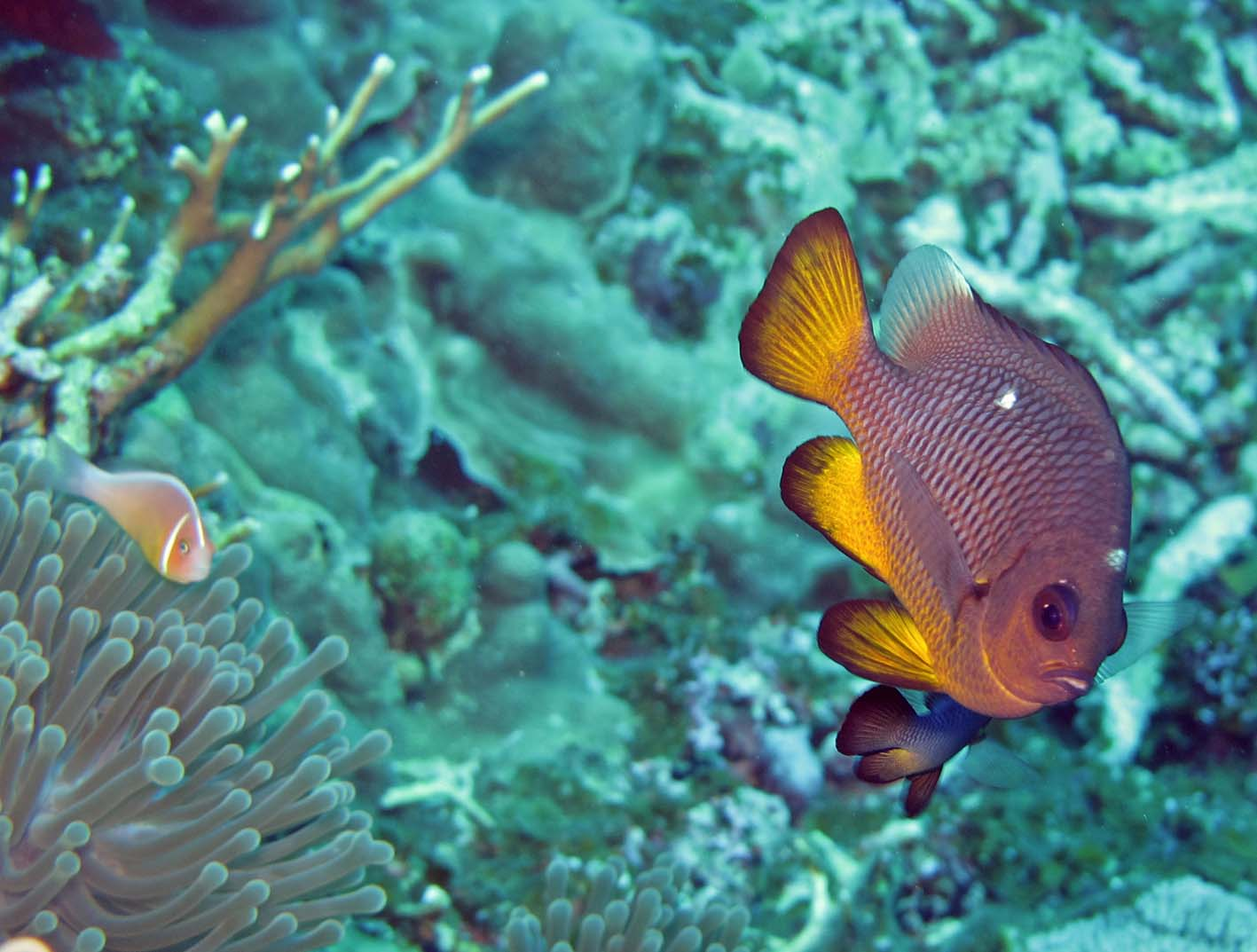
D. auripinnis, e, izquierda imagen, Amphiprion perideraion en Heteractis magnifica.

Dascyllus auripinnis es una especie de pez de la familia Pomacentridae, en el orden de los Perciformes.
Los componentes de su género se denominan comúnmente damiselas y algunas de sus especies, como D. auripinnis, conviven con anémonas marinas en una relación de mutualismo, como los populares peces payaso de la familia Amphiprioninae.

## Morfología
Su cuerpo es ovalado y alargado, sus laterales están comprimidos, y las aletas son redondeadas. La coloración base es gris azulado dorsalmente, fundiendo a amarillo-naranja ventralmente. Tiene los bordes de las escamas en negro a marrón oscuro. Frecuentemente, presenta una mancha blanca característica en medio del cuerpo, justo encima de la línea lateral. Las aletas pélvicas, anal y caudal son amarillo-naranja vívido, con los márgenes en negro.
Los machos pueden llegar alcanzar los 11,5 cm de longitud total.

## Reproducción
Son dioicos, ovíparos, se emparejan para el ciclo reproductivo y de fertilización externa. Los huevos son demersales y adheridos al sustrato. El macho guarda y airea las puestas.

## Hábitat
Es un pez marino, asociado a arrecifes. Los adultos se encuentran alrededor de los atolones, hasta los 30 metros de profundidad.

## Distribución geográfica
Se distribuyen en el centro-este del océano Pacífico, en las Islas Cook, y en las Islas de la Línea e islas Fénix, en Kiribati.